# Kiko Argüello
Pour les articles homonymes, voir Argüello.
Francisco José Gómez Argüello Wirtz plus connu sous le nom de Kiko, né le 9 janvier 1939 à León, est un peintre et compositeur espagnol, co-initiateur, avec l'Espagnole Carmen Hernández, du chemin néocatéchuménal. Nommé consultant du Conseil Pontifical pour les Laïcs en 1993 par Jean-Paul II, il a été confirmé dans cette charge par les papes suivants. En 2011, il a été nommé consultant du Conseil Pontifical pour la Promotion de la Nouvelle Évangélisation.

## Formation
Il a étudié les beaux-arts à l'Académie royale des beaux-arts de San Fernando à Madrid. En 1959, il obtient un Prix national spécial de peinture.

## Initiateur du Chemin néocatéchuménal

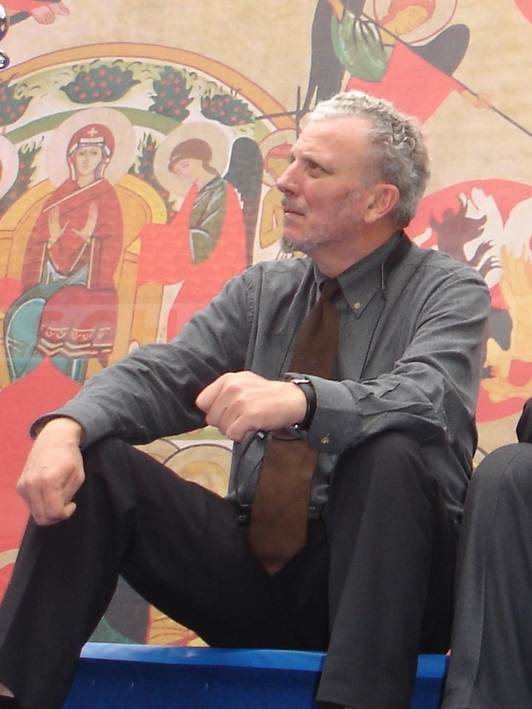
Kiko Argüello.

Après une crise spirituelle existentielle, il fait l'expérience de la conversion intérieure et cherche ensuite un lieu où approfondir sa foi. Un prêtre l'envoie alors vers les Cursillos de Cristiandad, littéralement "petits cours de chrétienté". 
Un jour de Noël, il découvre la domestique de ses parents en pleurs dans leur cuisine. Elle lui avoue que son mari est alcoolique et qu'il la bat elle ainsi que son fils. Il décide d'aller lui parler et l'emmène suivre quelques-uns de ces cours de chrétienté. Au contact de cette famille, il découvre la pauvreté matérielle et la misère sociale qui règne dans les bidonvilles. Il découvre également des groupes de jeunes chrétiens qui agissent pour aider les pauvres et les prostituées, dont Pilar, la sœur de Carmen Hernández. Petit à petit, il sent l'appel à aller porter témoignage aux pauvres et gitans non plus en leur apportant des consolations mais en vivant avec eux dans leurs camps de fortune. Il s'inspire de l'action de Charles de Foucauld. Pilar organise une rencontre entre Kiko et sa sœur dans un café de la capitale. 
En 1964, ils fondent ce qui deviendra le chemin néocatéchuménal. 
En 1968, ils se rendent à Rome munis d'une lettre de l'évêque de Madrid, Mgr Morcillo, pour le cardinal Angelo Dell'Acqua vicaire général de Rome.

## Son activité artistique
Il exerce ses talents artistiques dans différents domaines :
- comme peintre d'icônes et de vitraux que l'on trouve dans de nombreuses églises[2]
- comme dessinateur en collaboration avec des architectes[3]
- comme musicien puisqu'il a composé la grande majorité des chants du Chemin et qu'il a composé une symphonie "sur la souffrance des innocents"[4],[5].

## Reconnaissance institutionnelle
Le 13 mai 2009, l'Institut pontifical Jean-Paul-II, qui est l'une des facultés de théologie de l'Université pontificale du Latran, a remis un doctorat honoris causa à Kiko Argüello pour son action en faveur des familles,.
Kiko Arguello est consulteur auprès du Conseil pontifical pour les laïcs.
Le 19 mai 2011, le pape Benoît XVI a nommé Kiko consulteur auprès du nouveau Conseil pontifical pour la promotion de la nouvelle évangélisation.

## Ouvrage
- Annotations. 1988-2014, Éditions Artège, 256 p. 2017[10]